# シリア第一共和国

シリア共和国
الجمهورية السورية（アラビア語）
République syrienne（フランス語）

国歌: حُمَاةَ الدِّيَارِ（アラビア語）
祖国を守る者たちよ

フランス・シリア独立条約で提案された領土

シリア第一共和国（シリアだいいちきょうわこく、正式名称はシリア共和国、アラビア語: الجمهورية السورية）は、フランス委任統治領シリアから独立した、シリア国の後継にあたる国家である。

## 解説
1936年にフランス・シリア独立条約が締結され、フランスの統治は終了したが、フランス議会は条約の受諾を拒否した。1940年から1941年まではヴィシー政権下で統治され、1941年の連合国による侵攻後、独立の道を歩んでいった。独立宣言が行われたのは1944年だが、シリア共和国が国際連合によって法的に承認されたのは1945年であり、1946年4月17日にシリア全土からフランス軍が撤退したことで、事実上の独立国家となった。1950年に新憲法が採択され、シリア第二共和国へと発展した。